# Allt under himmelens fäste
Allt under himmelens fäste, är en traditionell svensk folkmelodi från Gotland.

## Historik
Allt under himmelens fäste upptecknades för första gången på 1840-talet av Pehr Arvid Säve på Gotland. Sången spred sig över hela världen genom sopranen Jenny Lind.

## Inspelningar (urval)
- 1972: Allt under himmelens fäste med Bibi Johns - Kristallen den fina.
- 1972: Allt under himmelens fäste med Merit Hemmingson - Trollskog - mer svensk folkmusik på beat.
- 1975: Allt under himmelens fäste med Berndt Egerbladh - Kristallen den fina.
- 1976: Allt under himmelens fäste med Arne Lamberth - Kyrkokonsert.
- 2002: Allt under himmelens fäste med Helen Sjöholm - Visor.
- 2003: Allt under himmelens fäste med Göteborgs Symfoniker - Svenska favoriter - Psalmklassiker.
- 2008: Allt under himmelens fäste med Kraja - Under himmelens fäste.
- 2016: Allt under himmelens fäste med Malena Ernman - Sverige.
- 2016: Allt under himmelens fäste med Östergötlands Sinfonietta - En känsla av andlighet, vol. II.
- 2021: Allt under himmelens fäste med Nils Landgren - NNature Boy.
- 2023: Allt under himmelens fäste med Erland Sjunnesson - Nordic Treasures for piano.

## Text
1. Allt under himmelens fäste,

där sitta stjärnor små

2. Han föll uti mitt tycke,

det rår jag inte för